# Miracula

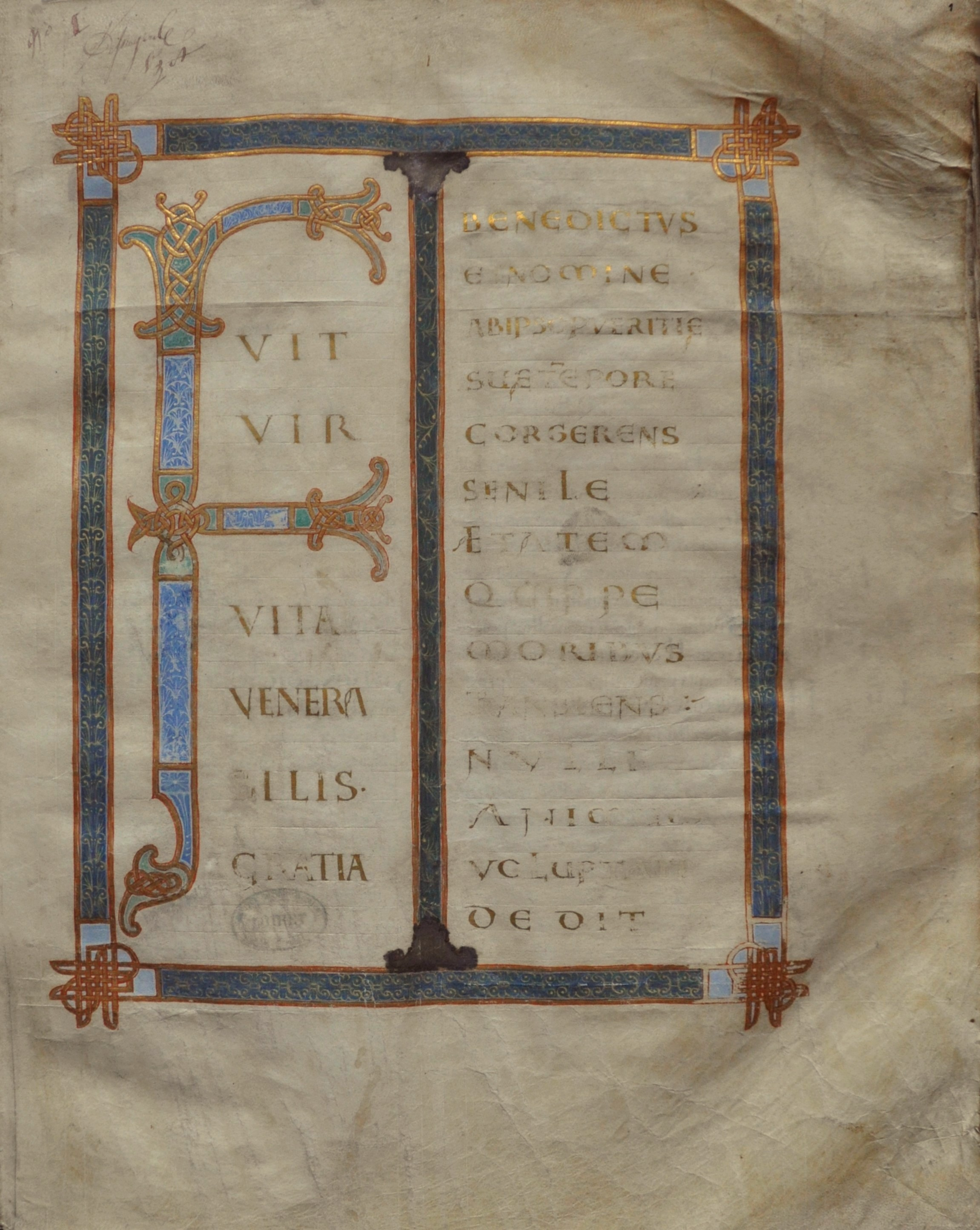
Pierwsza strona manuskryptu
Miracula Sancti Benedicti (ok. 1050)

Miracula – rodzaj piśmiennictwa hagiograficznego łączący treści związane z kultem oraz informacje historyczne. Utwory zawierały relacje z niezwykłych epizodów, które miały miejsce za życia, podczas męczeństwa lub po śmierci opisywanych postaci, a które zostały uznane za cudowne.
W żywotach świętych, opisach translacji i elewacji odmalowane są liczne, obszerne przykłady nadzwyczajnych zdarzeń. Opisy te włączane były do żywotów lub łączone w odrębne zbiory i w formie oddzielnych dzieł zaczęto je określać jako miracula.
Na kształt opowiadań o cudach wpływ miała literatura biblijna, mentalność świadków, poziom autorów korzystających z gotowych szablonów i cele jakie chcieli osiągnąć, a także sposób pojmowania historii, zależny od okresu, w którym powstawały.
Augustyn z Hippony, pisząc ósmy rozdział „De civitate Dei”, zebrał opisy cudów i zachęcał w nim do tworzenia podobnych antologii. Na kształt tego rodzaju piśmiennictwa wpłynęły między innymi „Apophtegmata patrum”, „Vitae patrum” i „Verba seniorum”. 
Rozkwit gatunku nastąpił w średniowieczu. „Miracula Beatae Mariae Virginis” – ekscerpcje związane z kultem świętych – stanowiły apogeum twórczości, która zaczęła później zanikać. Teatyn Giovanni B. Bagatta był autorem „Admiranda orbis christiani”  – ostatniego zbioru tego gatunku.
Teologiczno-dogmatyczne aspekty „miraculi” omawiane są w „Dictionnaire de spiritualité”. W opinii jednego z bollandystów, wypowiedzianej w kontekście publikacji „Plui de roses”, poświęconej łaskom otrzymanym za wstawiennictwem św. Teresy z Lisieux czytamy:

Przeglądając stare zbiory „miraculów”, pytamy nieraz, jakie cele i jaką strawę dla pobożności znajdować mogli nasi ojcowie w tych niekończących się wyliczeniach uleczeń i innych łask, bardziej lub mniej cudownych, tak bardzo do siebie podobnych. Jest rzeczą pouczającą skonstatować, że dziś tak jak w średniowieczu, ten sam rodzaj literacki odnosi taki sukces.